# Подгорицька скупщина

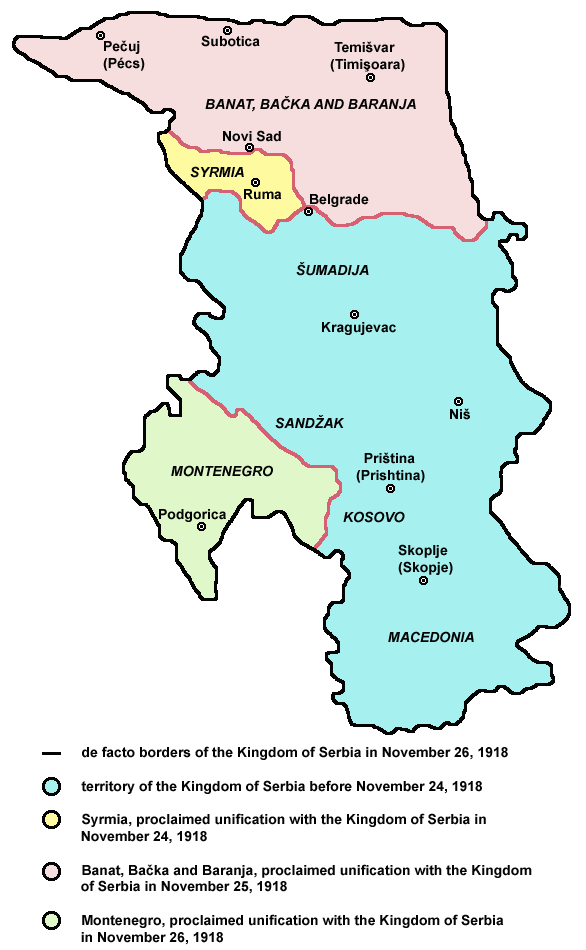
Територіальні зміни Королівства Сербії після Першої світової війни: 26 листопада Подгорицька скупщина проголосувала за приєднання Королівства Чорногорії, а 25 листопада Новосадська скупщина проголосувала за приєднання Баната, Бачки і Барані.

Подгорицька скупщина (серб. Подгоричка скупштина, Podgorička skupština), повна офіційна назва Велика народна скупщина сербського народу в Чорногорії (серб. Велика народна скупштина српског народа у Црној Гори, Velika narodna skupština srpskog naroda u Crnoj Gori) виконувала функцію парламента Чорногорії після завершення Першої світової війни. Засідала з 24 по 29 листопада 1918 року, прийнявши 26 листопада рішення про повалення чорногорської династії Петровичів-Нєґошів на користь сербської династії Карагеоргієвичів та приєднання Королівства Чорногорії до Королівства Сербії, що дало початок формування Югославії.
Прихильники збереження чорногорської монархії та конфедеративної Югославії ("зелені") почали повстання у січні 1919. Збройний виступ зазнав невдачі, і князь Нікола Петрович був вимушений зректися престолу та покинути країну.